# برات آند ويتني آر-1830 توين واسب
كان برات آند ويتني آر-1830 توين واسب محرك طائرة شعاعي أمريكي، أُنتج بواسطة برات آند ويتني واستُخدم على نطاق واسع في فترة الثلاثينيات والأربعينيات من القرن العشرين.
تكون المحرك من 14 أسطوانة مُرتبة في صفين، وبُرد بالهواء. بلغت سعته 1830 بوصة مكعبة (30 لتر)، وكان طول قطر أسطواناته وطول الشوط يساوي 5.5 بوصة (140 مم).
صُنع 173618 محركاً استخدمت في اثنتين من أكثر الطائرات انتاجاً، وهما قاذفة القنابل بي-24 وطائرة النقل دوغلاس دي سي-3. صُنع المزيد من محركات توين واسب أكثر مما صُنع من أي محرك مكبسي في تاريخ الطيران.
صُنع طراز من توين واسب بقطر أسطوانة أكبر (5.75 بوصة/146 مم) مع زيادة طفيفة في القدرة وتغييرات أخرى في التصميم، وعُرف هذا الطراز باسم برات آند ويتني آر-2000 توين واسب.

## الطرازات

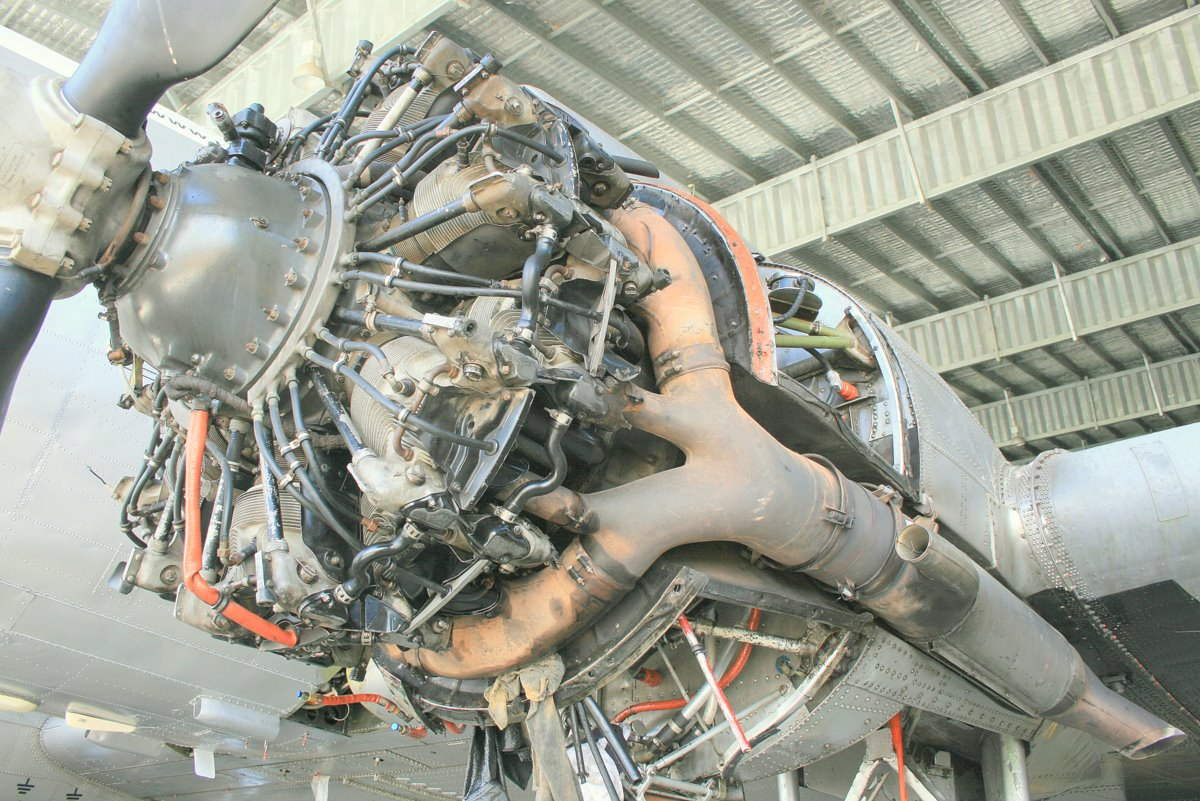
محرك أر-1830 مُركب على الجناح الأيسر للطائرة العسكرية السابقة دوغلاس سي-47.

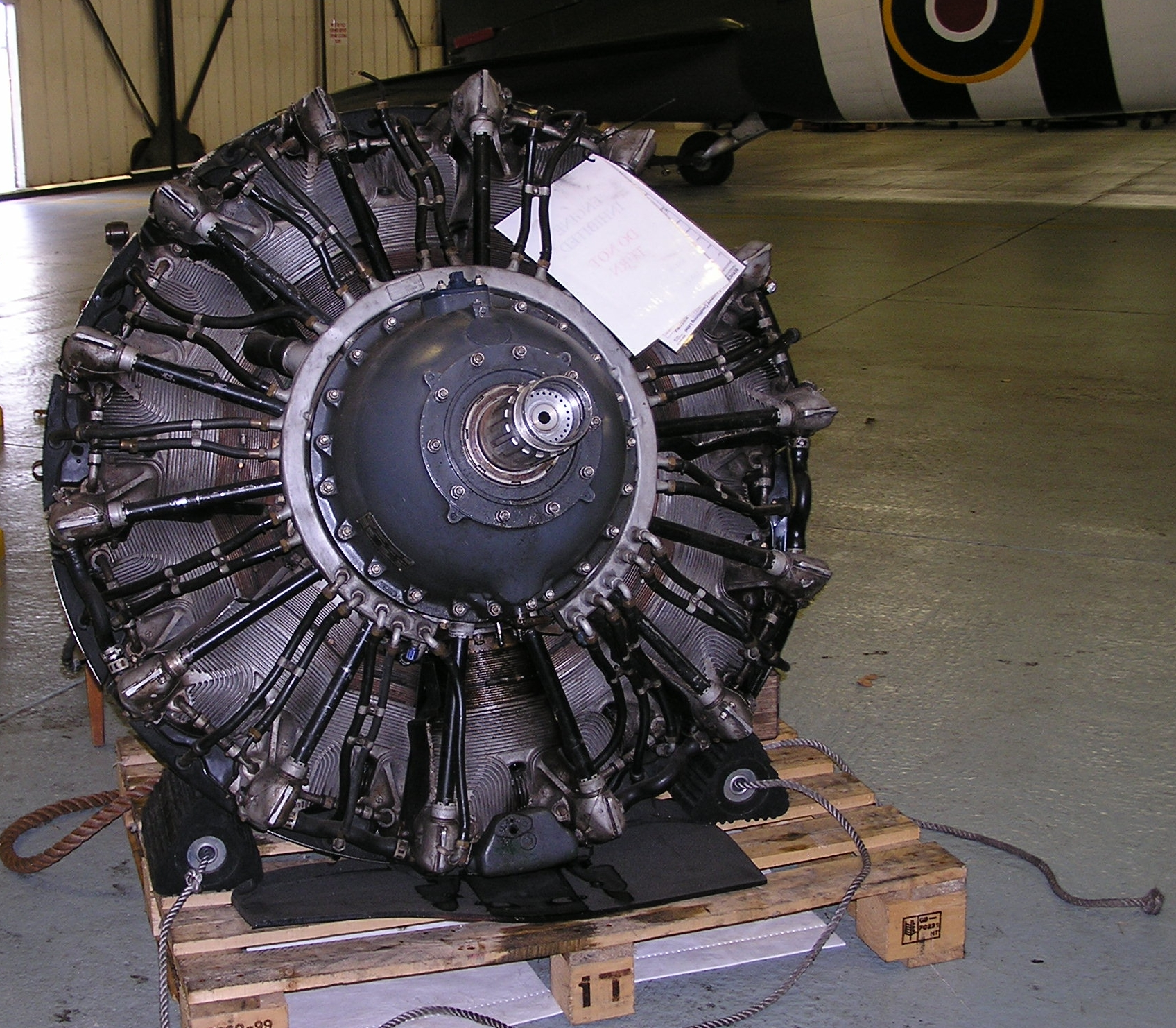
محرك توين واسب خارج الخدمة. تابع لسلاح الجو الملكي.

- آر-1830-1: بلغت قدرته 800 حصاناً (597 كيلو وات).
- آر-1830-9: بلغت قدرته 850 حصاناً (634 كيلو وات)، و950 حصاناً (708 كيلو وات).
- آر-1830-11: بلغت قدرته 800 حصاناً (597 كيلو وات).
- آر-1830-13: بلغت قدرته 900 حصاناً (671 كيلو وات)، و950 حصاناً (708 كيلو وات)، و1050 حصاناً (783 كيلو وات).
- آر-1830-17: بلغت قدرته 1200 حصاناً (895 كيلو وات).
- آر-1830-21: بلغت قدرته 1200 حصاناً (895 كيلو وات).
- آر-1830-25: بلغت قدرته 1100 حصاناً (820 كيلو وات).
- آر-1830-33: بلغت قدرته 1200 حصاناً (895 كيلو وات).
- آر-1830-35: بلغت قدرته 1200 حصاناً (895 كيلو وات)، ومُزود بشاحن توربيني طراز جينرال إليكتريك بي-2.
- آر-1830-41: بلغت قدرته 1200 حصاناً (895 كيلو وات)، ومُزود بشاحن توربيني طراز جينرال إليكتريك بي-2.
- آر-1830-43: بلغت قدرته 1200 حصاناً (895 كيلو وات).
- آر-1830-45: بلغت قدرته 1050 حصاناً (783 كيلو وات).
- آر-1830-49: بلغت قدرته 1200 حصاناً (895 كيلو وات).
- آر-1830-64: بلغت قدرته 850 حصاناً (634 كيلو وات)، و900 حصاناً (671 كيلو وات).
- آر-1830-65: بلغت قدرته 1200 حصاناً (895 كيلو وات).
- آر-1830-66: بلغت قدرته 1000 حصاناً (746 كيلو وات)، و1050 حصاناً (783 كيلو وات)، و1200 حصاناً (895 كيلو وات).
- آر-1830-72: بلغت قدرته 1050 حصاناً (783 كيلو وات).
- آر-1830-75: بلغت قدرته 1350 حصاناً (1007 كيلو وات).
- آر-1830-76: بلغت قدرته 1200 حصاناً (895 كيلو وات).
- آر-1830-82: بلغت قدرته 1200 حصاناً (895 كيلو وات).
- آر-1830-86: بلغت قدرته 1200 حصاناً (895 كيلو وات).
- آر-1830-88: بلغت قدرته 1200 حصاناً (895 كيلو وات).
- آر-1830-90: بلغت قدرته 1200 حصاناً (895 كيلو وات).
- آر-1830-90-بي: بلغت قدرته 1200 حصاناً (895 كيلو وات).
- آر-1830-اس 1 سي 3-جي: بلغت قدرته 1050 حصاناً (783 كيلو وات)، و1200 حصاناً (895 كيلو وات).
- آر-1830-اس3 سي4: بلغت قدرته 1200 حصاناً (895 كيلو وات).
- آر-1830-اس6 سي3-جي: بلغت قدرته 1100 حصاناً (820 كيلو وات).
- آر-1830-اس سي-جي: بلغت قدرته 900 حصاناً (671 كيلو وات).
- آر-1830-اس سي2-جي: بلغت قدرته 900 حصاناً (671 كيلو وات)، و1050 حصاناً (783 كيلو وات).
- آر-1830-اس سي3-جي: بلغت قدرته 1065 حصاناً (749 كيلو وات). صُنع نفس المحرك في السويد باسم اس تي دبلليو سي-3 جي بواسطة شركة اس إف ايه، ليُستخدم في الطائرات السويدية جيه 22 وبي 17 وبي 18.

## التطبيقات
- بريستول بوفورت
- بلوتش إم بي 176
- بود أر بي كونيستوجا
- بيرنلي كبي -3
- كاك بوميرانج
- كاك وميرا
- كونسوليداتيد بي-24 ليبراتور
- كونسوليديتد بي بي واي كاتالينا
- كونسوليداتيد بي بي 2 واي كورونادو
- كونسوليداتيد بي بي 4 واي بريفاتير
- كيرتس بي-36 هاوك
- دوغلاس سي-47 سكاي ترين
- دوغلاس دي سي-3

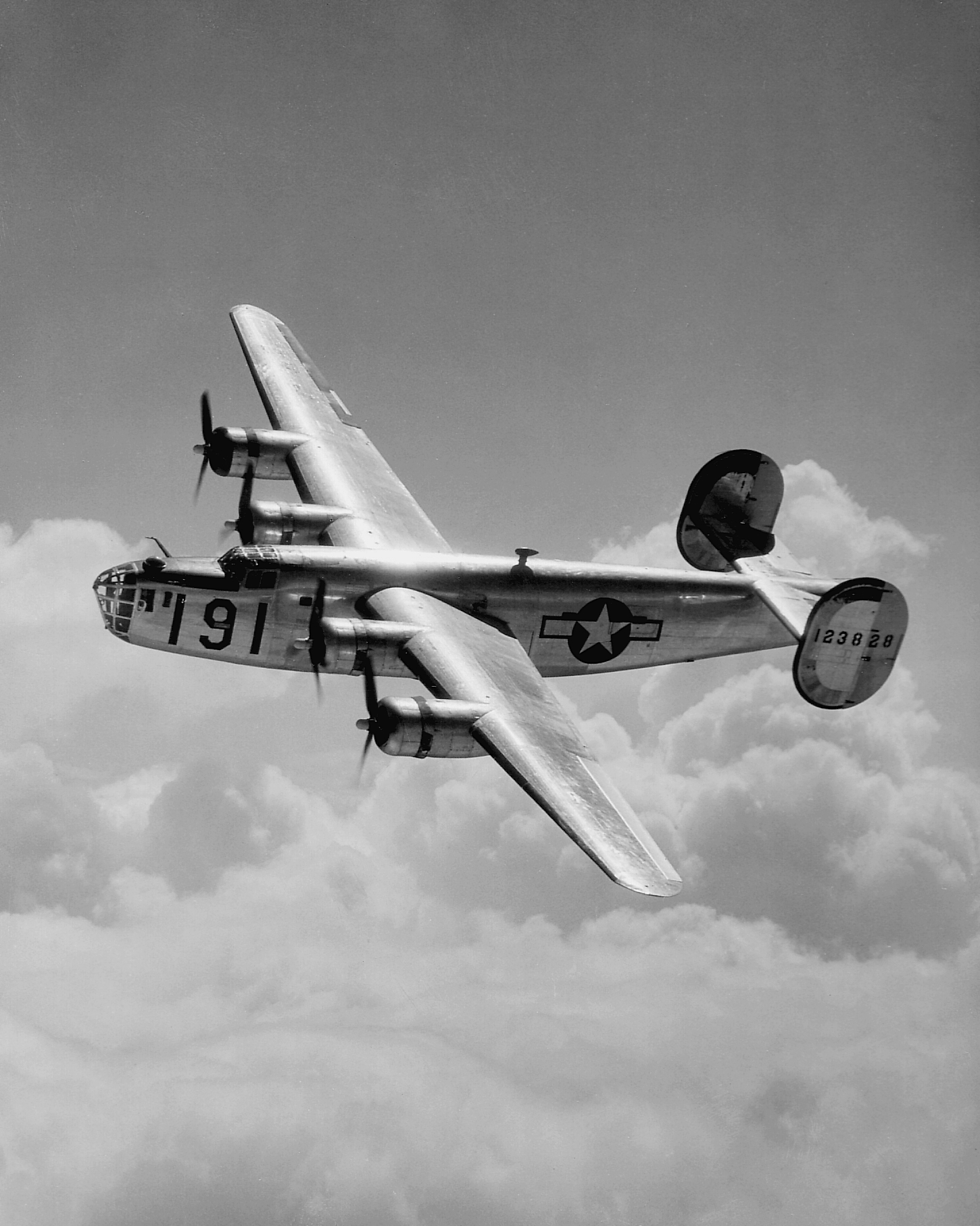
كونسوليداتيد بي-24 ليبراتور

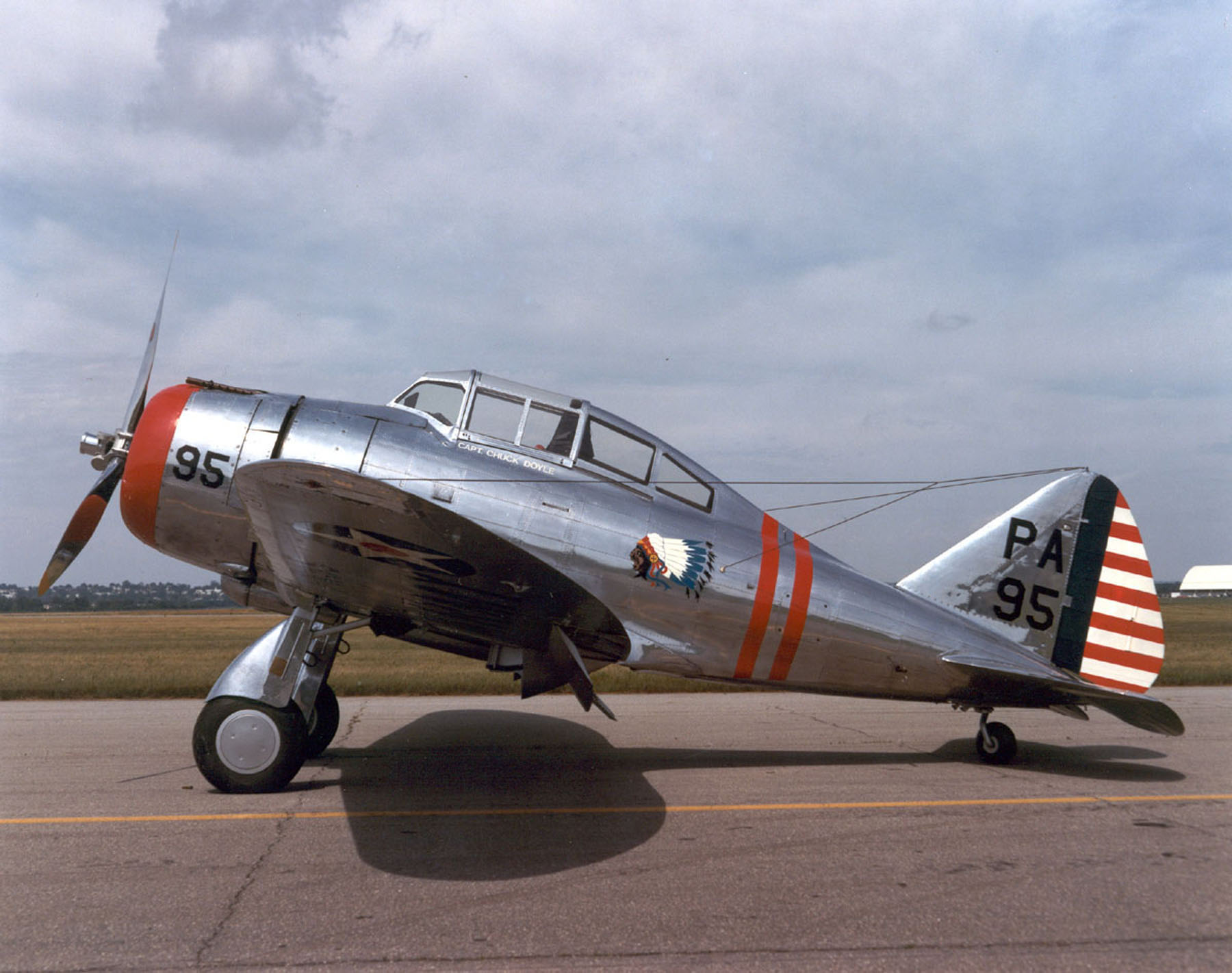
سيفيرسكي بي-35

- دوغلاس دي بي-7 (الطرازات الأولي فقط)
- دوغلاس تي بي دي ديفاستاتور
- ففس جيه 22
- جرومان إف 4 إف وايلد كات
- لاريد ترنر ميتيور إل تي آر-14
- لواريه وأوليفير ليو 453
- ليسنوف لي-3 (طراز يوغوسلافي من الطائرة السوفيتية ليسنوف لي-2).
- مارتن ماريلاند
- ميستوبيشي زيرو مرممة.
- ريبابليك بي-43 لانسر
- ساب 17
- ساب 18
- شورت سندرلاند 5
- سيفيرسكي بي-35
- فيكرز ويلينجتون 4
- فل ميرسكاي
- فولتي بي-66 فانجارد

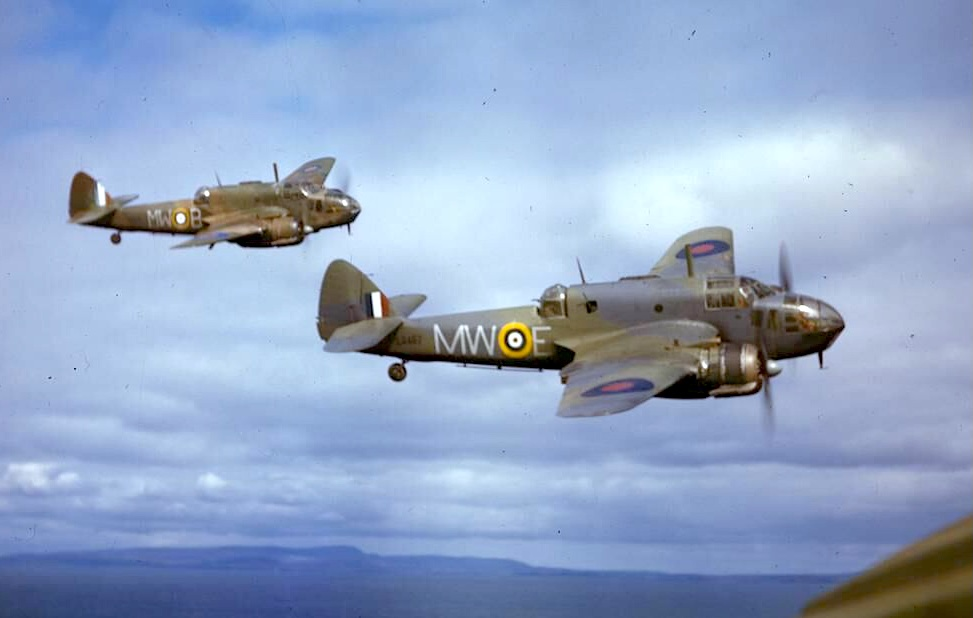
بريستول بوفورت
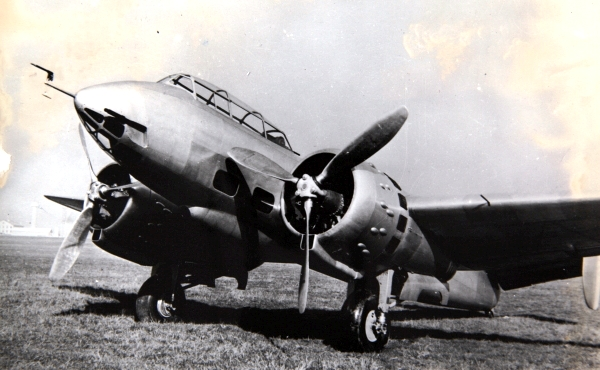
بلوتش إم بي 176
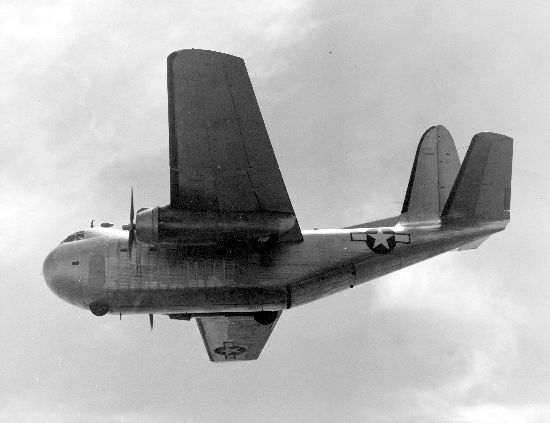
بود آر بي كونيستوجا
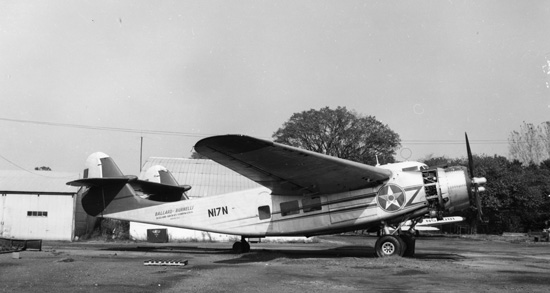
بيرنلي كبي -3
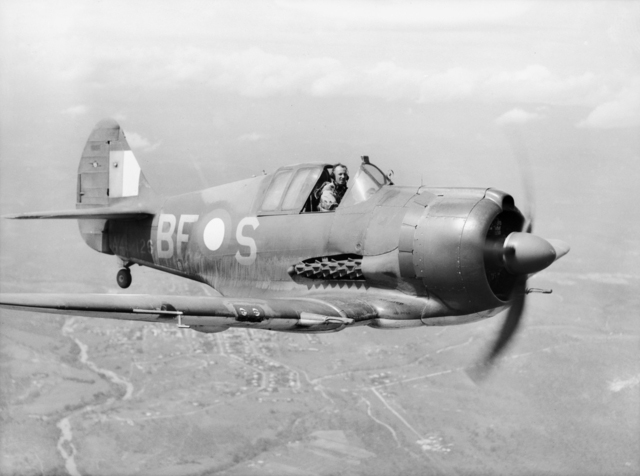
كاك بوميرانج
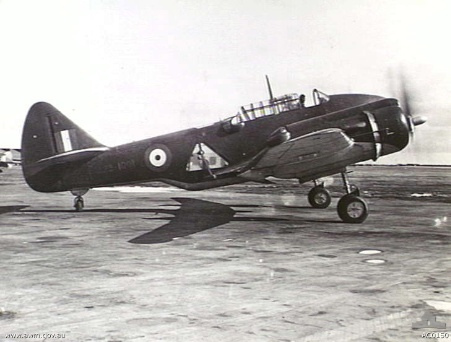
كاك وميرا
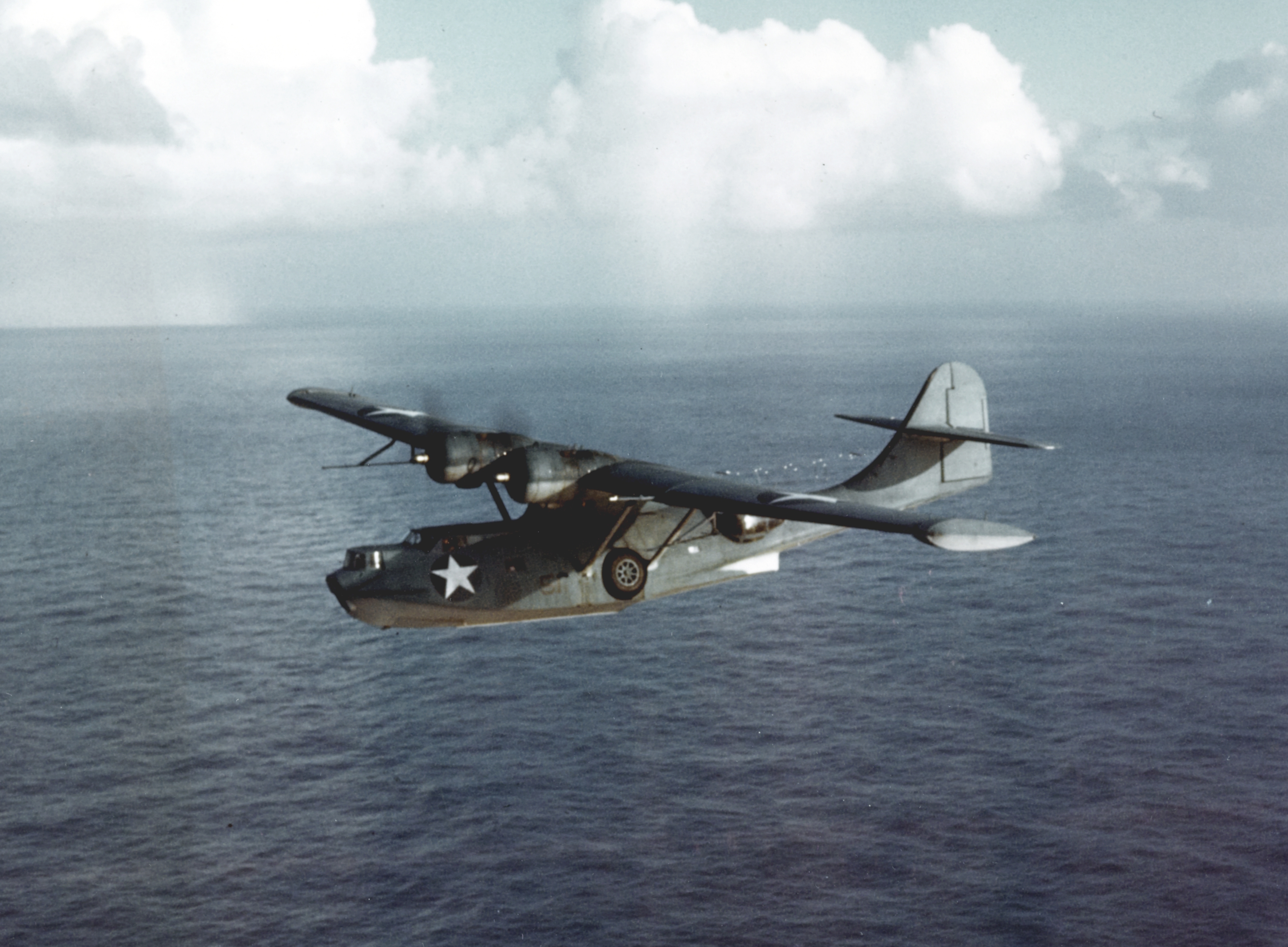
كونسوليديتد بي بي واي كاتالينا
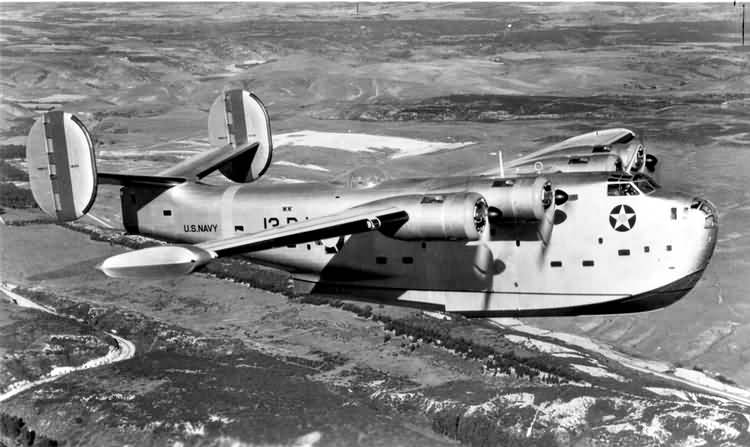
كونسوليداتيد بي بي 2 واي كورونادو
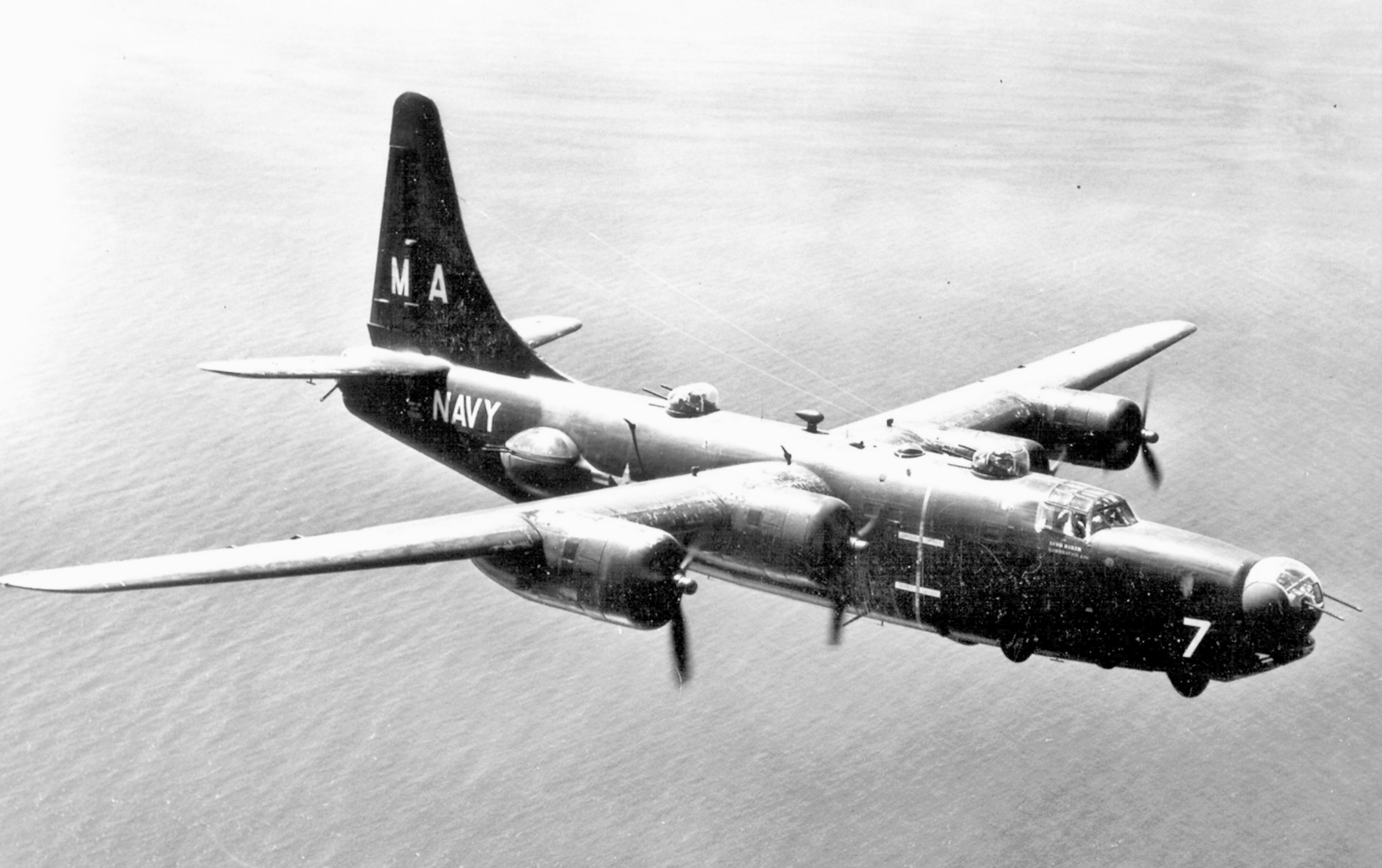
كونسوليداتيد بي بي 4 واي بريفاتير
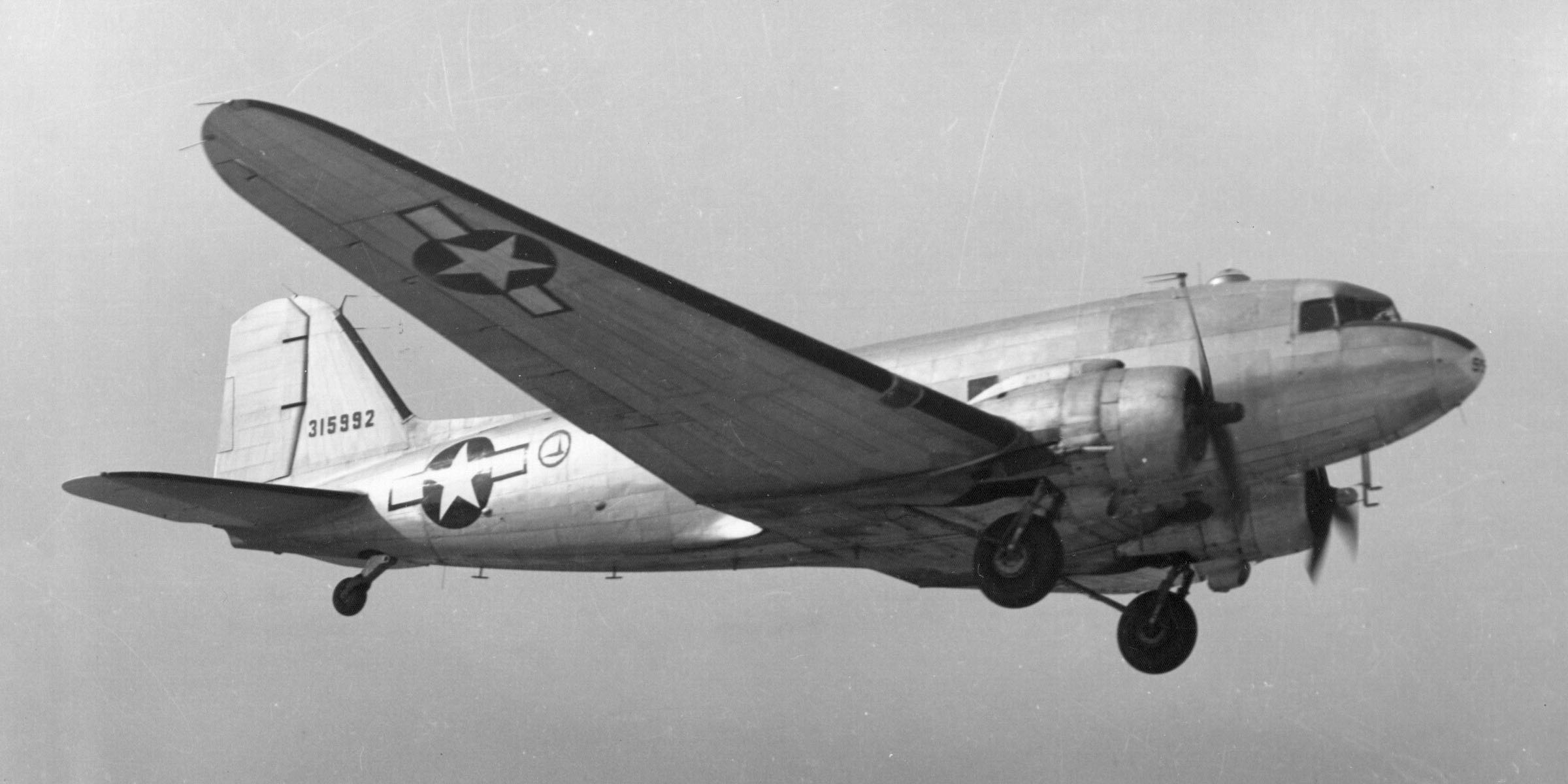
دوغلاس سي-47 سكاي ترين
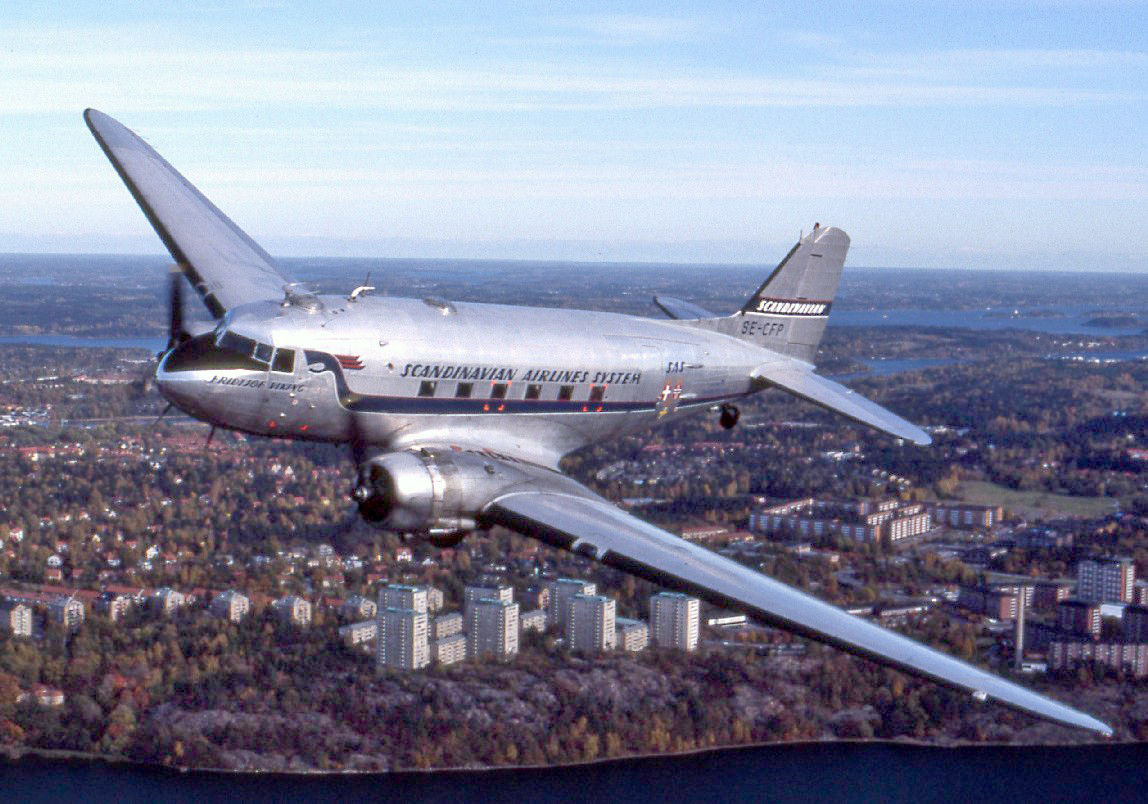
دوغلاس دي سي-3
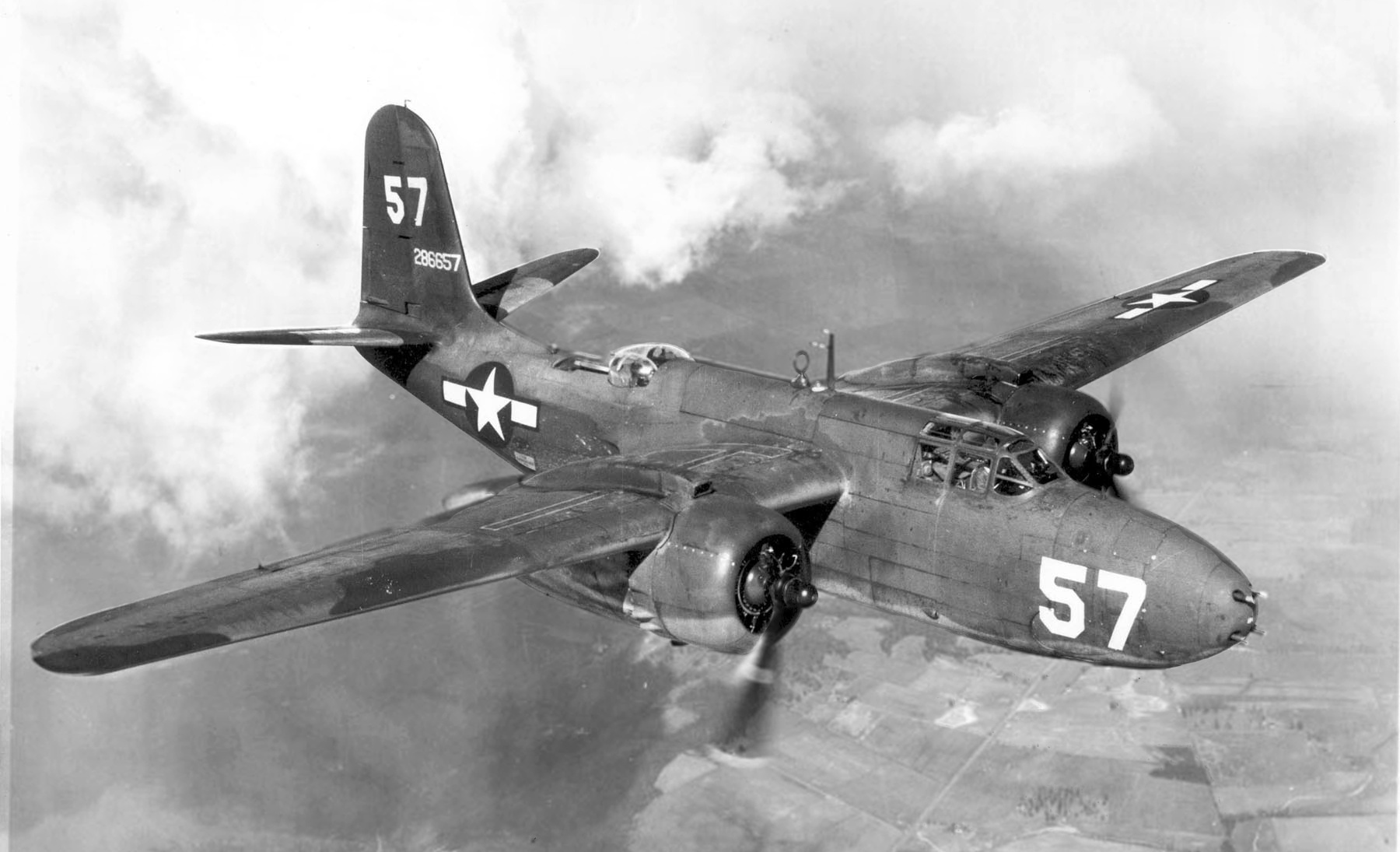
دوغلاس دي بي-7
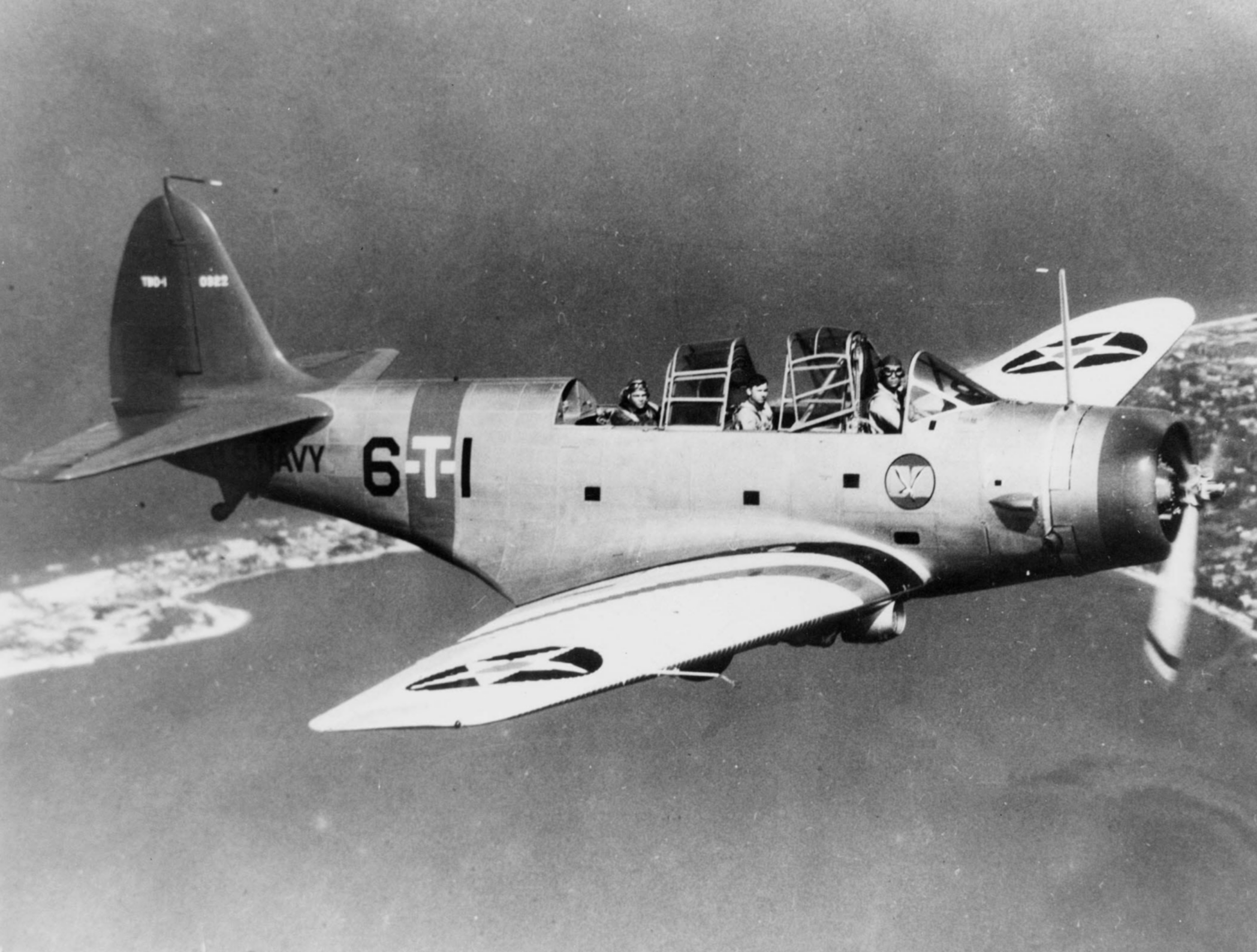
دوغلاس تي بي دي ديفاستاتور
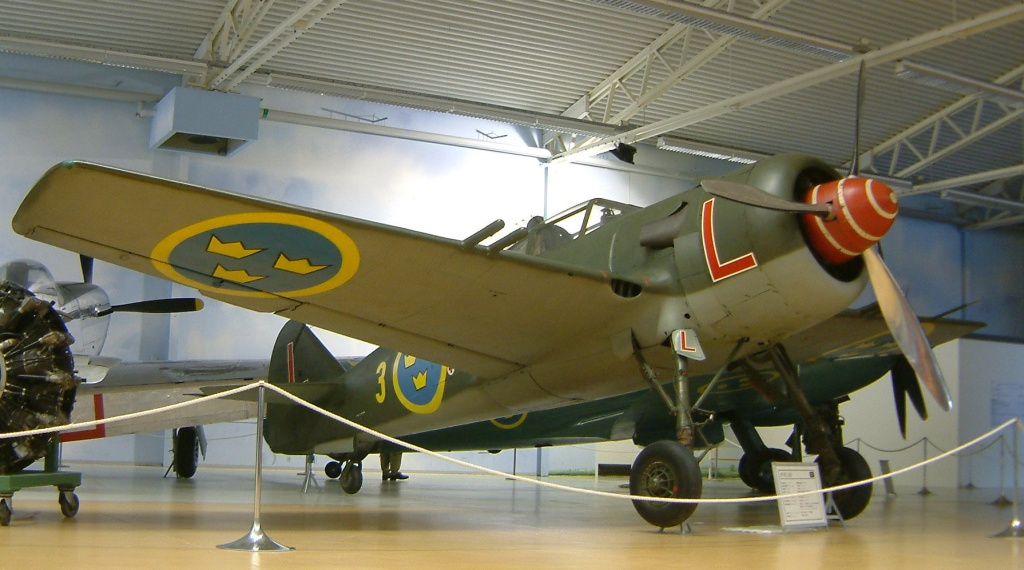
ففس جيه 22
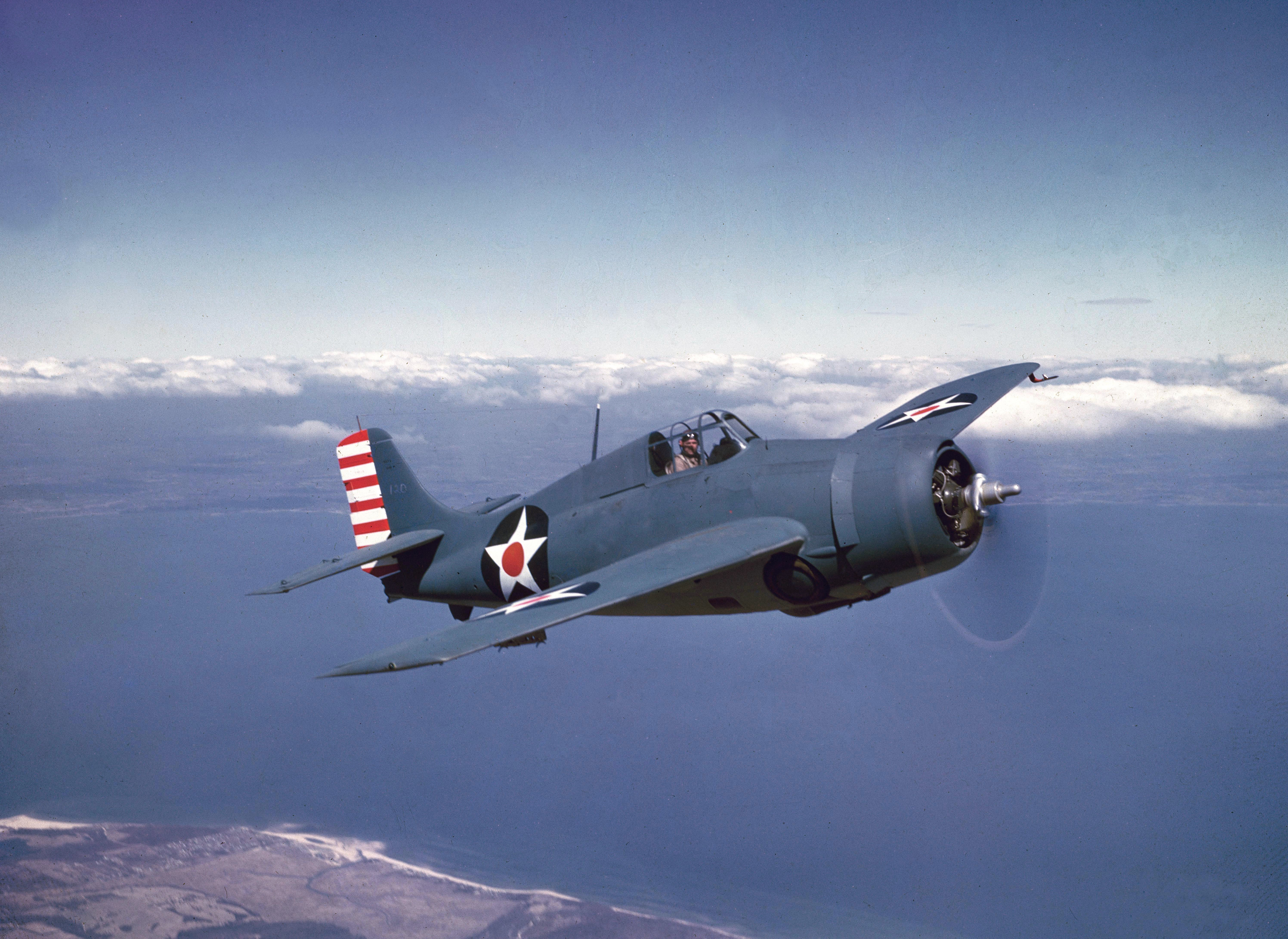
جرومان إف 4 إف وايلد كات
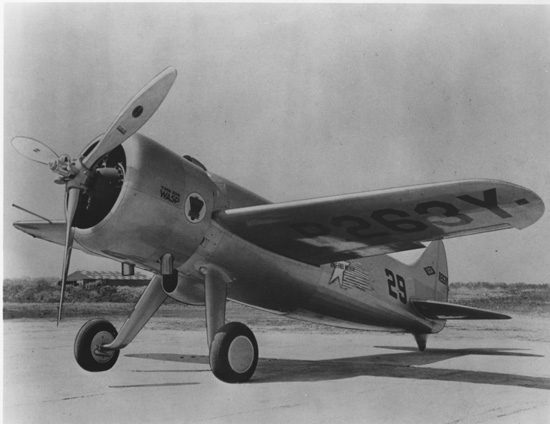
لاريد ترنر ميتيور إل تي آر-14
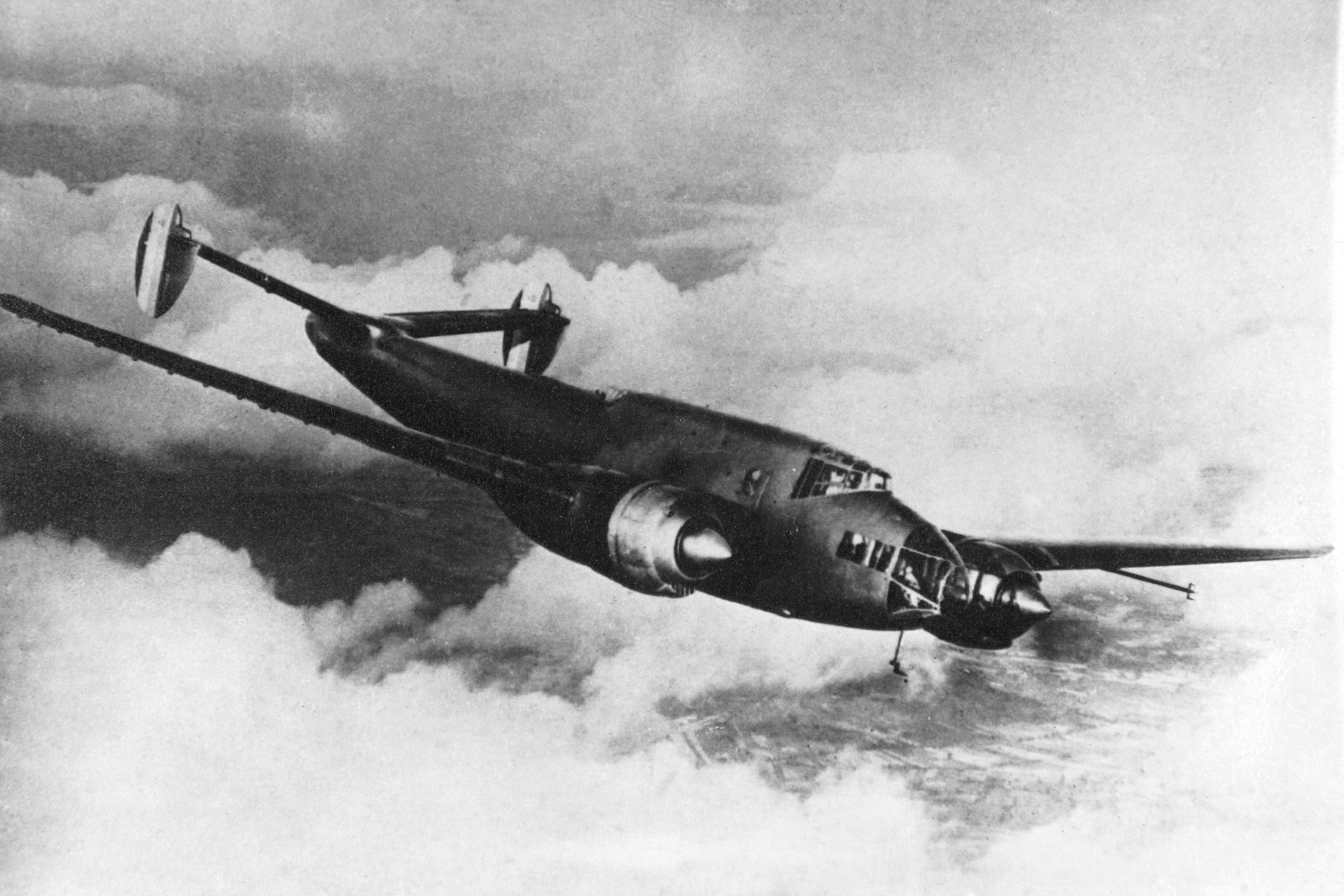
لواريه وأوليفير ليو 453
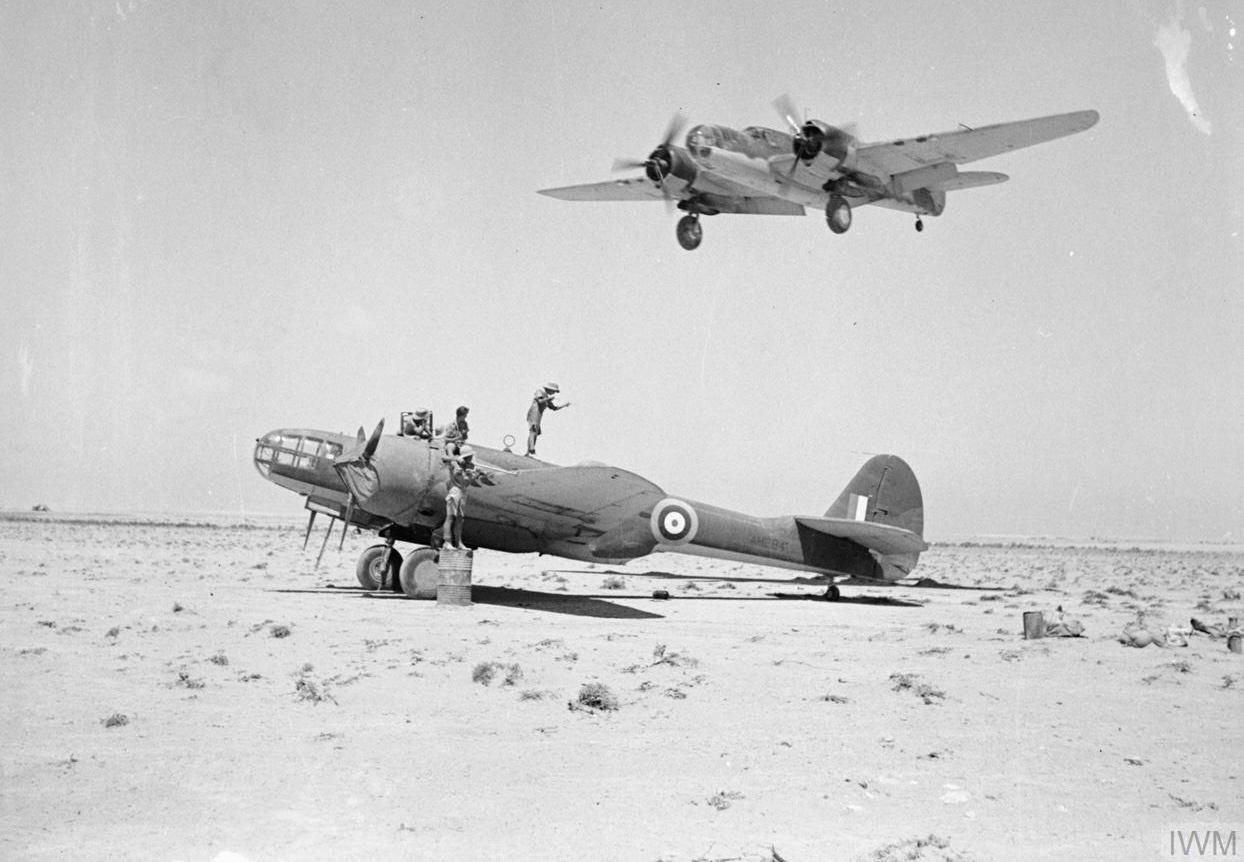
مارتن ماريلاند
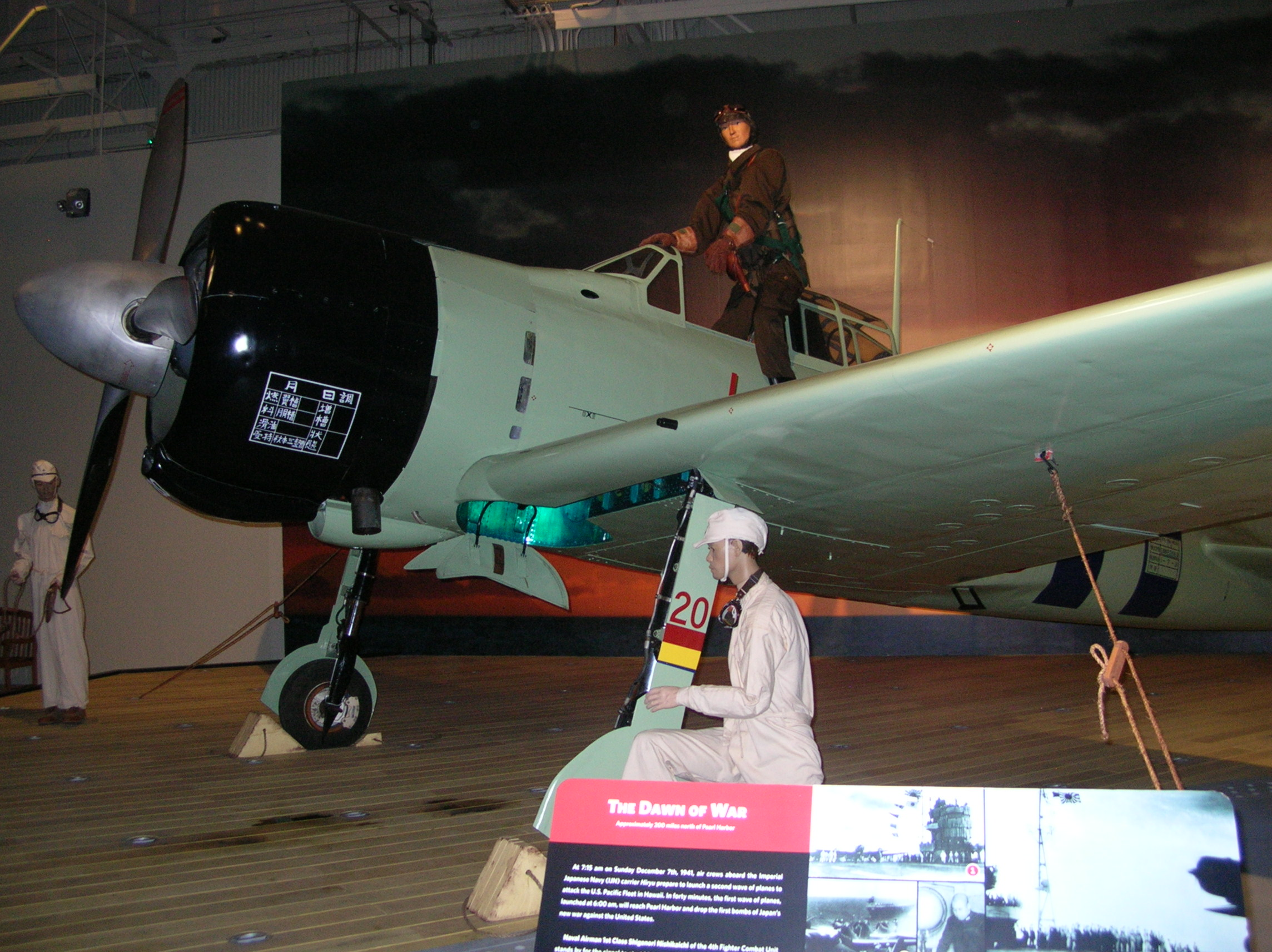
ميستوبيشي زيرو
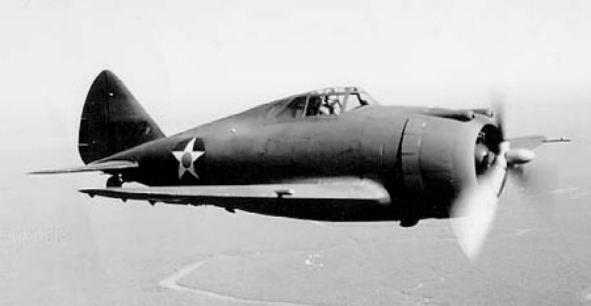
ريبابليك بي-43 لانسر
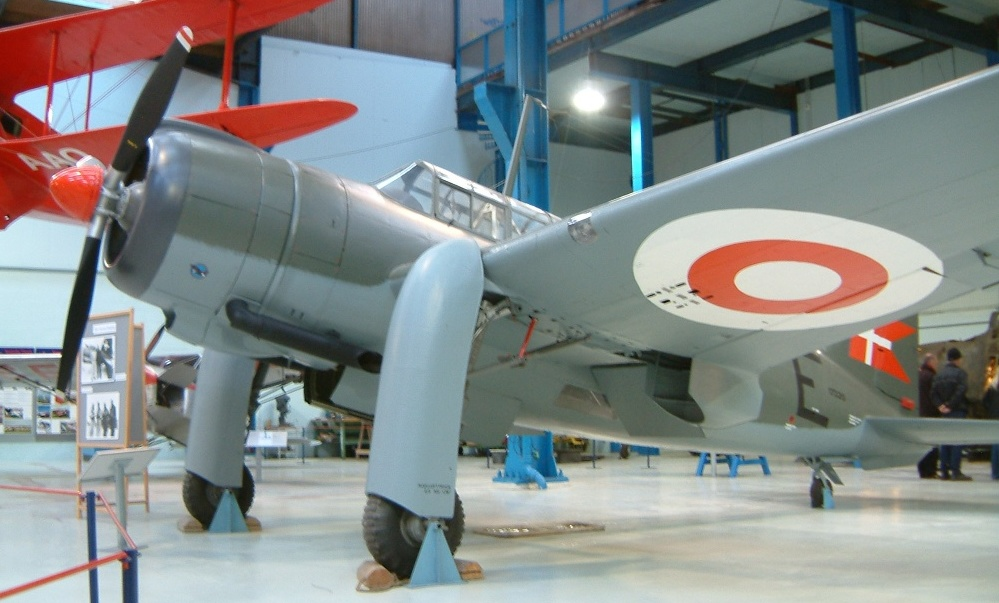
ساب بي 17
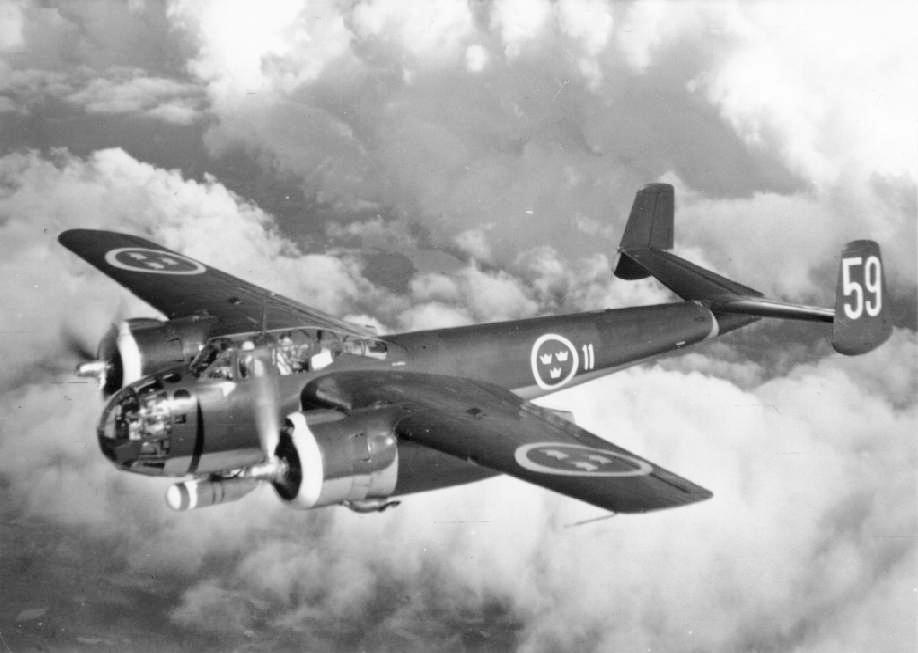
ساب 18
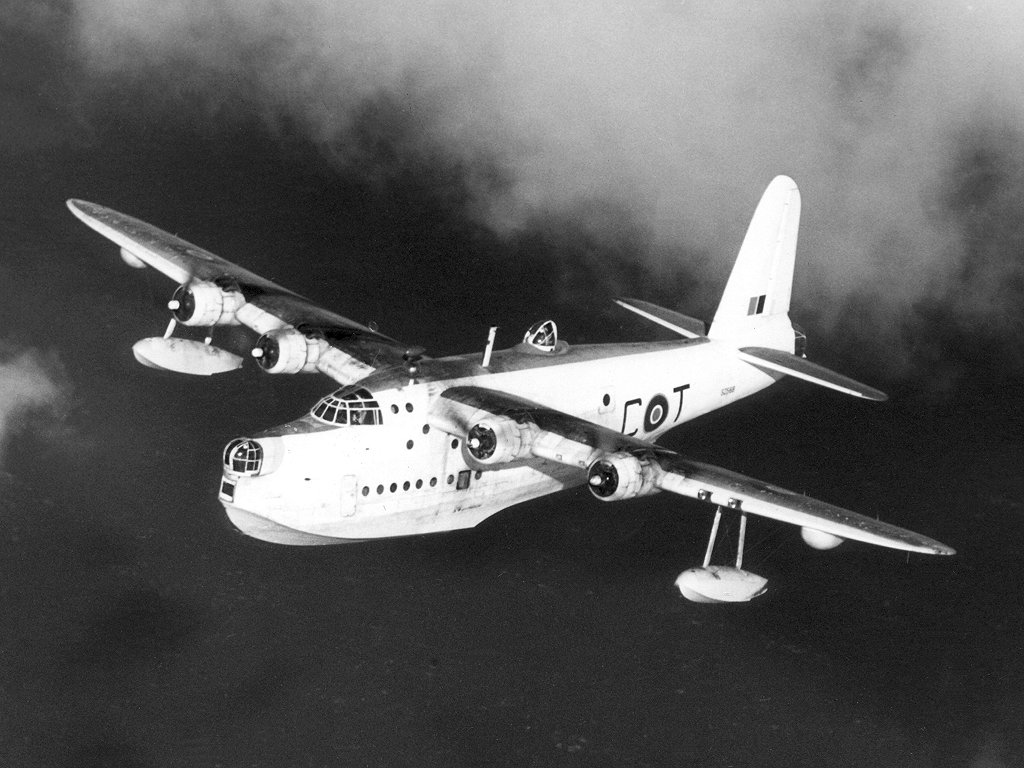
شورت سندرلاند
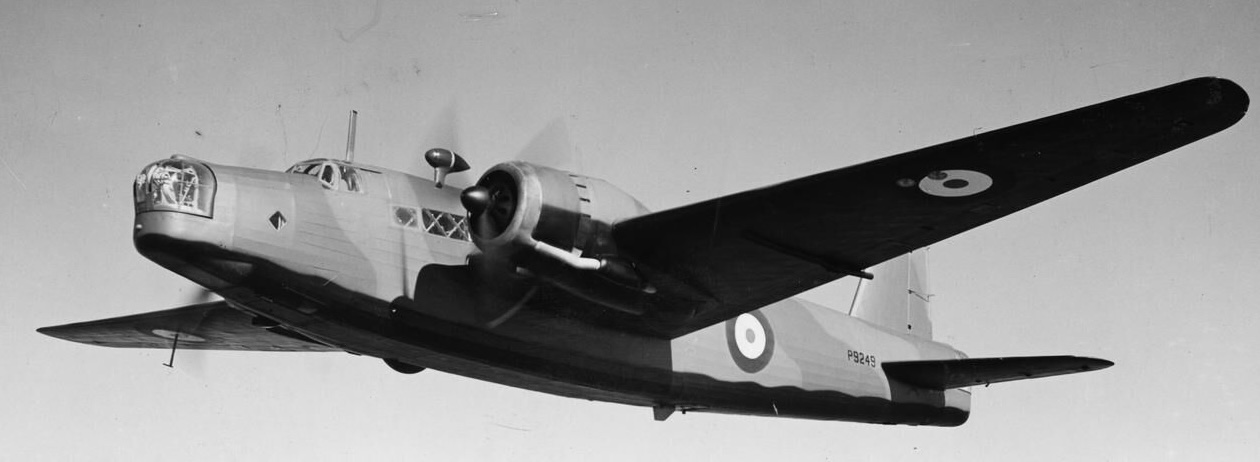
فيكرز ويلينجتون
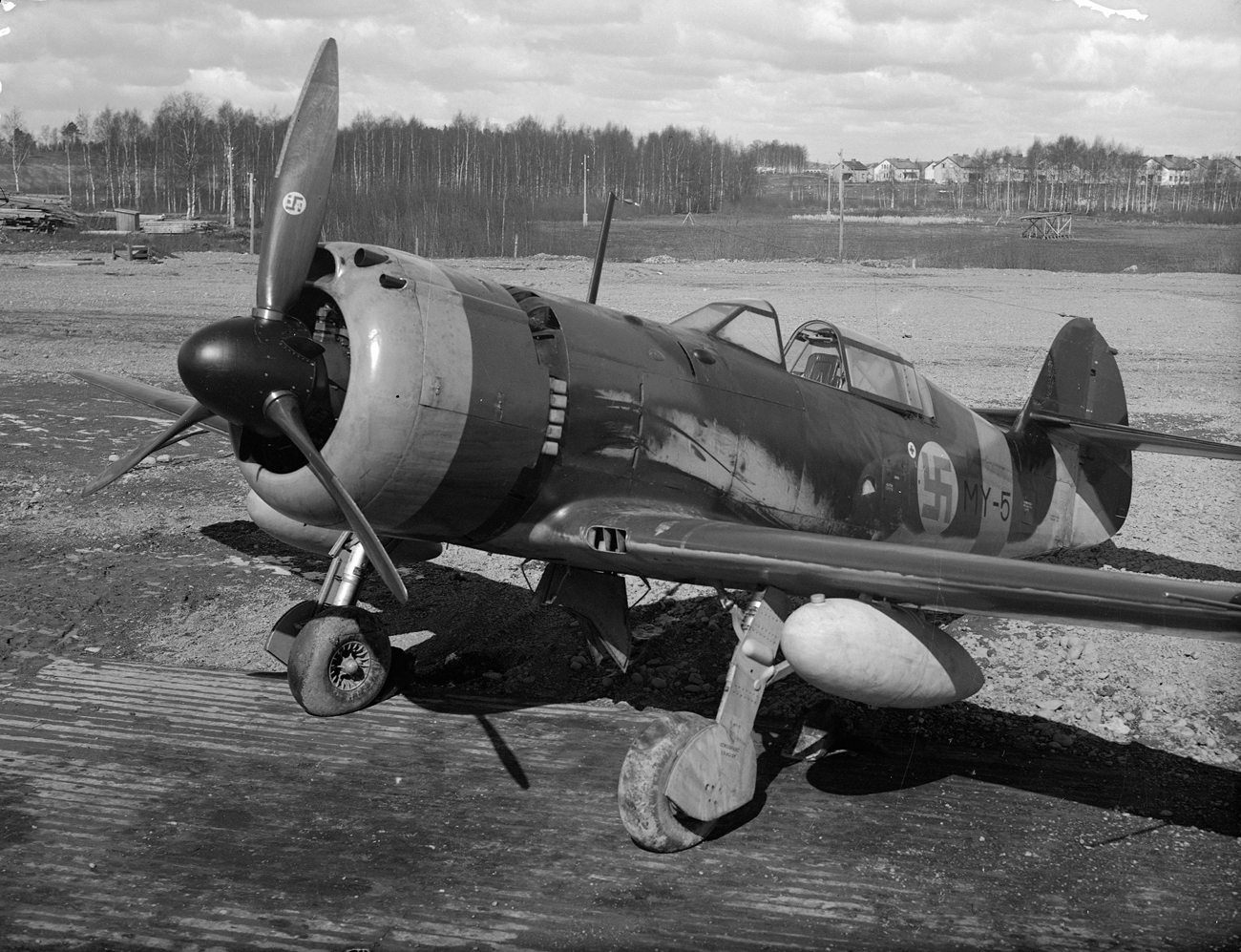
فل ميرسكاي
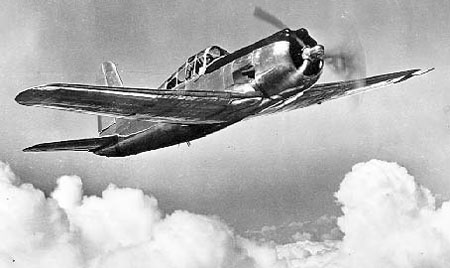
فولتي بي-66 فانجارد

## محركات معروضة
- يُعرض محرك آر-1830-92 في المتحف القومي للفضاء والطيران التابع لمؤسسة سميثونيان في واشنطن العاصمة.[2]
- يُعرض محرك آر-1830-86 في متحف إنجلترا الجوي الجديد في مطار برادلي الدولي في ويندسور لوكس كونكتيكت.[3]
- يُعرض محرك آر-1830 في متحف السيارات الكلاسيكية الشمالي الشرقي في نورويتش.
- يُعرض محرك آر-1830 في متحف الطيران الهولندي أفيودروم.
- يُعرض محرك آر65/1830 في المتحف القومي للطيران في الأرجنتين.

## المواصفات (آر-1830- اس 1 سي-جي)

### مواصفات عامة
- النوع: محرك طائرة شعاعي مكون من 14 أسطوانات مُرتبة في صفين، ومزود بشاحن توربيني فائق، ويُبرد بالهواء.
- قطر الأسطوانة: 139.7 مم.
- الشوط: 139.7 مم.
- سعة المحرك: 29.978 لتر.
- الطول: 150 سم.
- القطر: 122 سم.
- الوزن الصافي: 567 كجم.

### المكونات
- سلسة صمامات: صمامان علويان لكل أسطوانة.
- شاحن توربيني فائق: شاحن توربيني فائق طارد مركزي أحادي السرعة، بترس تخفيض سرعة نسبته 1:7.15
- نظام الوقود: 2 مكربن طراز سترومبرج.
- نوع الوقود: بنزين رقم أوكتان 95-100.
- نظام التبريد: تبريد بالهواء.
- وحدة تخفيض سرعة المروحة الدافعة: تروس تداويرية، نسبة التخفيض تساوي 3:2

### الأداء
- القدرة الناتجة:
  - 1200 حصان (895 كيلو وات) عند 2700 دورة/دقيقة عند الإقلاع.
  - 700 حصان (522 كيلو وات) عند 2325 دورة/دقيقة عند السفر عند ارتفاع 4000 متر.
- كثافة القدرة: 0.66 حصان/بوصة مكعبة (29.83 كيلو وات/لتر).
- نسبة الانضغاط: 1:6.7
- الاستهلاك النوعي للوقود: 295 جرام/كيلو وات ساعة.
- استهلاك الزيت: 295 جرام/كيلو وات ساعة.
- نسبة القدرة إلى الوزن: 0.96 حصان/باوند (1.58 كيلو وات/كجم).

## مزيد من القراءة
- Angelucci, Enzo (1988, Revised Edition 2006). Complete Book of World War II Combat Aircraft. VMB Publishers. ISBN 978-88-540-0829-8. Check date values in: |date= (help)
- Bridgman, Leonard, ed. Jane's All The World's Aircraft 1951–1952. London: Samson Low, Marston & Company, Ltd 1951.